# A játékmester
A Játékmester Iain M. Banks skót író Kultúra-ciklusának a második kötete. Először a Macmillan adta ki 1988-ban, a magyar nyelvű megjelenésre 2003. május 5-én került sor.

## Történet
|  | Alább a cselekmény részletei következnek! |

Iain M. Banks világhírű science-fiction regényében az emberiség már szétszéledt a galaxisban, és hála a magas fokú technikai fejlettségnek, mindenki megkaphatja, amire éppen szüksége van. Vége a betegségeknek, és az élet nem szól másról, mint különféle játékokról, partikról és szórakozásról. Jernau Morat Gurgeh a galaxis leghíresebb játékosa, minden táblás és stratégiai játék nagymestere. A sikereket elunva új kihívásokra vágyik, és egy távoli bolygóra, Azad Birodalmába utazik, hogy próbára tegye magát az ott élők legendás játékában. Egy játékban, amely annyira összetett, annyira életszerű, hogy a végső győztest a birodalom császárává koronázzák. De bármilyen nagy játékos is Gurgeh, nem számol a háttérben zajló sötét összeesküvésekkel, árulással, zsarolással. Amikor úgy dönt, hogy részt vesz a játékban, nemcsak a hírnevét, de a saját életét is kockára teszi. Sőt még annál is többet.
|  | Itt a vége a cselekmény részletezésének! |

## Magyarul
- A játékmester; ford. Torma Eszter; Agave Könyvek, Bp., 2003